# The Cheesecake Factory
The Cheesecake Factory es una distribuidora de pasteles de queso y una cadena de restaurantes de Estados Unidos. La empresa cuenta con 185 restaurantes de servicio completo: 165 bajo la marca de Cheesecake Factory, 11 bajo la marca Grand Lux Cafe y uno bajo la marca RockSugar Pan Asian Kitchen. The Cheesecake Factory también tiene a su cargo dos establecimientos dedicados a la producción de pan —en Calabasas (California) y Rocky Mount (Carolina del Norte)— y ha autorizado dos franquicias con menús centrados en productos de panadería que son manejadas por otras empresas de servicios de alimentación bajo la marca Cheesecake Factory Bakery Cafe. 
David M. Overton, fundador de la compañía, abrió el primer restaurante Cheesecake Factory en Beverly Hills, California, en 1978. Este restaurante estableció el patrón emblemático de la futura cadena, un menú ecléctico, grandes porciones y los pasteles de queso de la marca.
Es reconocido internacionalmente por sus gigantes porciones de comida.

## Historia

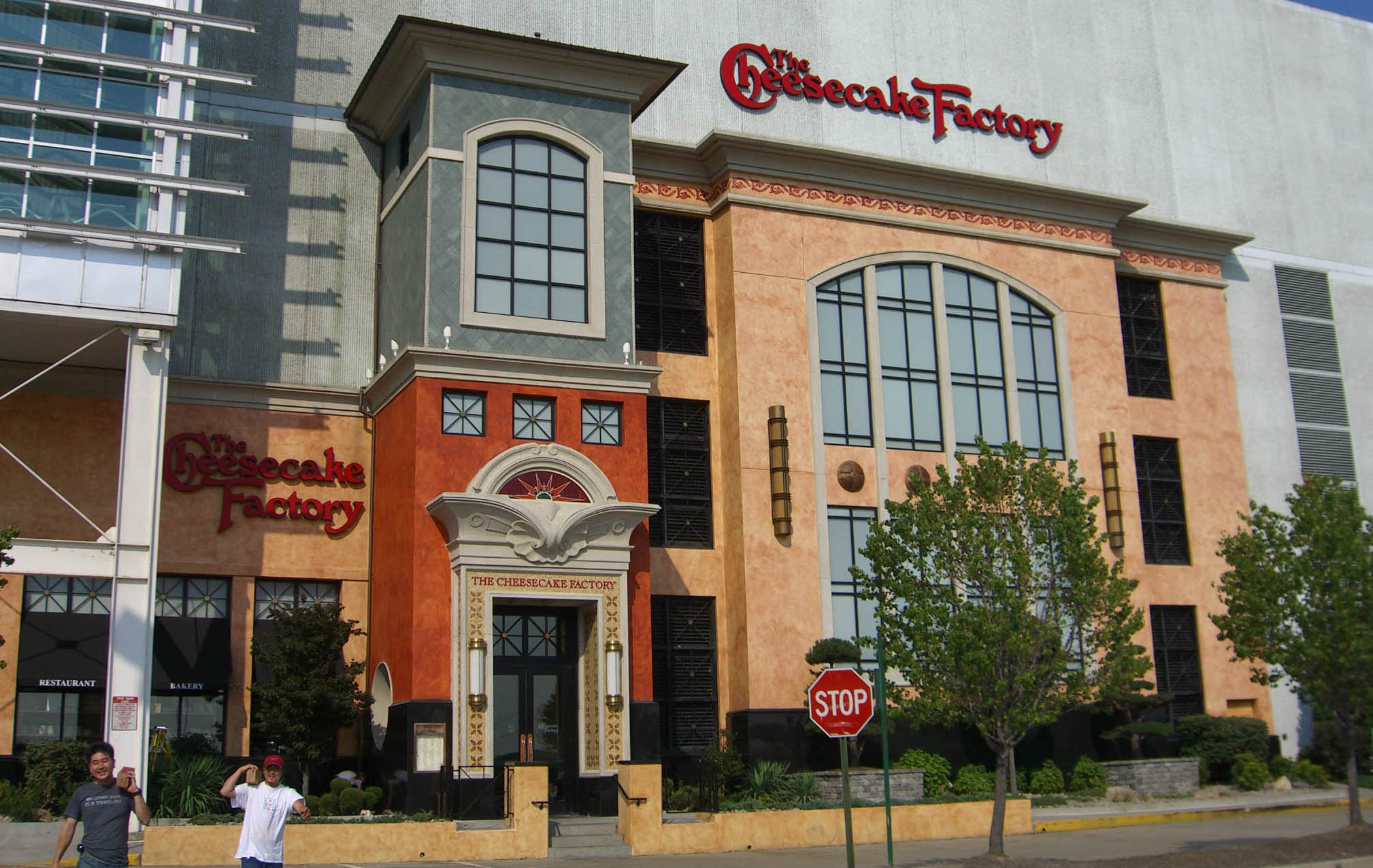
The Cheesecake Factory en Palisades Center, West Nyack, Nueva York.

Evelyn Overton decidió abrir una pastelería después de preparar un pastel de queso para el patrón de su esposo en 1949. Inició con una pequeña tienda en Detroit, Michigan, a finales de los años 1950. Aunque más tarde tuvo que dejarla para dedicarse a la crianza de sus dos hijos, siguió preparando pasteles en su casa para venderlos a diferentes restaurantes de la localidad. En 1972, Oscar y Evelyn Overton se trasladaron a la zona de Woodland Hills en Los Ángeles, California, y abrieron una panadería de venta al por mayor, en donde preparaban pasteles y otros postres para los restaurantes locales.
En 1978, David, el hijo de Evelyn, abrió un pequeño restaurante de ensaladas y sándwiches en Beverly Hills en el cual ofrecía 10 diferentes pasteles de queso en un menú de una página. En 1983, los Overton abrieron un segundo restaurante en Marina del Rey. El restaurante ubicado en Beverly Hills se amplió en 1987 y experimentó un gran éxito financiero. Esto condujo a la apertura de una tercera sucursal más grande situada en Redondo Beach, que más adelante fue ampliada. A finales de la década de 1980, el menú de una página de The Cheesecake Factory se extendió y el restaurante comenzó a ofrecer elementos adicionales de comida rápida. En la década de 1990 tuvo lugar la inauguración del primer restaurante The Cheesecake Factory fuera del sur de California, que se estableció en Washington D. C. La compañía comenzó a cambiar su menú dos veces al año y añadir artículos como carnes, mariscos y platos vegetarianos.
The Cheesecake Factory se estableció como sociedad en 1992. David Overton planea abrir 3 a 4 unidades al año con la esperanza de generar un aumento de 25% al año en ventas. Para abril de 2013, The Cheesecake Factory operaba 162 restaurantes bajo su nombre en 36 diferentes estados. El 25 de enero de 2011, la compañía se expandió hacia el Medio Oriente en sociedad con una empresa kuwaití de franquicias, MH Alshaya. El restaurante para 300 personas inaugurado el 16 de agosto de 2012 en el centro comercial de Dubái se convirtió en su primera ubicación fuera de los Estados Unidos. Actualmente, tiene 8 restaurantes en México, 5 en la Ciudad de México (Centro Santa Fe, Parque Delta, Centro Perisur, Plaza Satélite y Mítikah), uno en Monterrey, Nuevo León (Plaza Punto Valle), uno en Zapopan, Jalisco ( En la Plaza Galerías Guadalajara) y uno en Juriquilla, Querétaro (Plaza Antea).